# Santo Varni

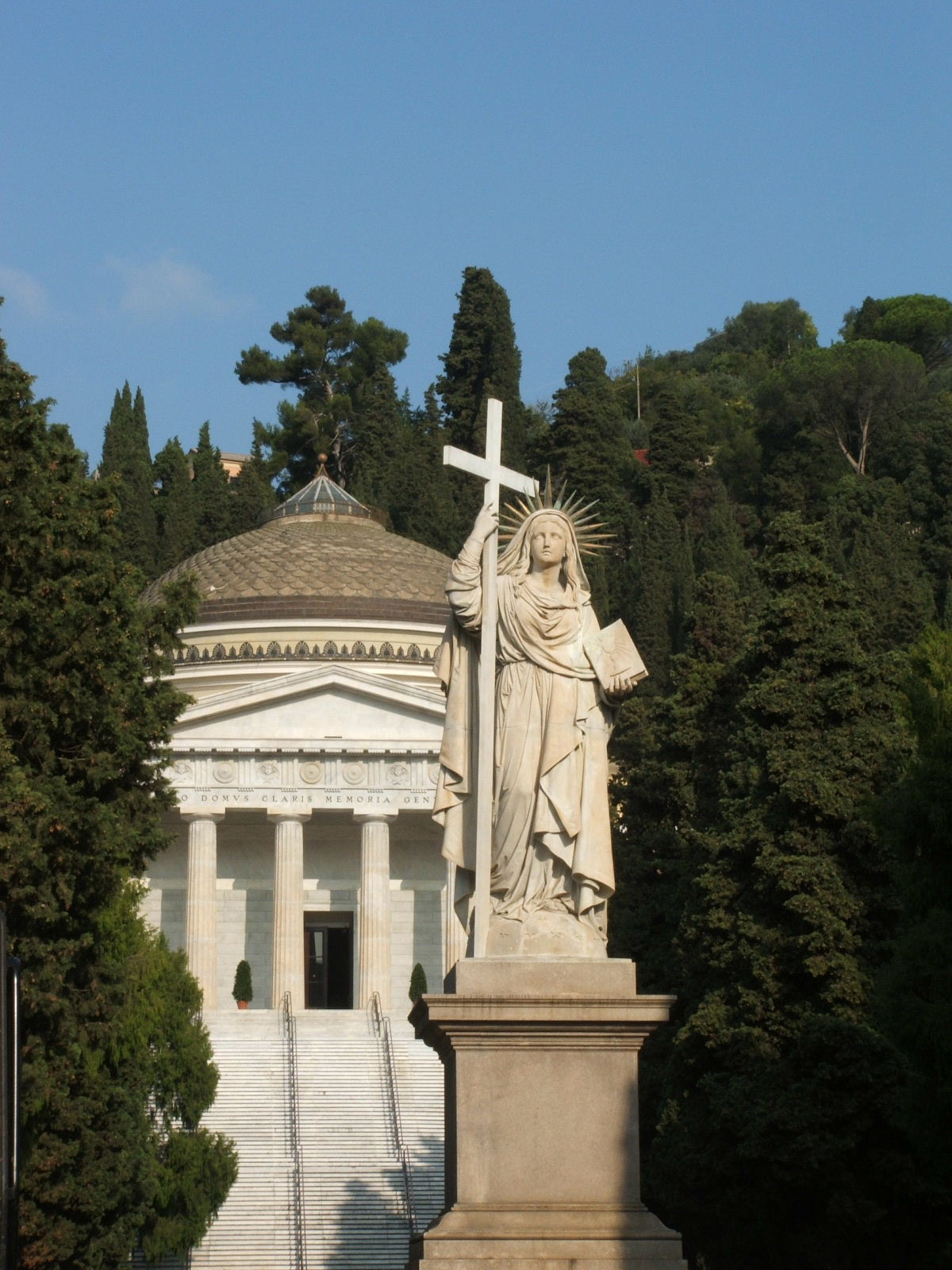
Le panthéon de style romain et devant, la statue de la Foi de Santo Varni au cimetière monumental de Staglieno

Santo Varni, né à Gênes le 1er novembre 1807 et mort dans la même ville le 11 janvier 1885, est un des plus importants sculpteurs liguriens.

## Biographie
Il commence par étudier à l'Accademia ligustica di Belle Arti, où il est élève de Giuseppe Gaggini.
Il se déplace ensuite à Florence. où il devient élève de Lorenzo Bartolini pendant deux ans, en 1836 et 1837, auprès duquel il recherche les formes plus modernes qui manquent à Gênes. Il y élabore les modalités  qui permettent le passage du néoclassicisme au romantisme pour la sculpture génoise.
Dans le cimetière monumental de Staglieno sa présence est considérable par plus de quarante travaux : le  tombeau de  Bracelli Spinola (1864), le  tombeau d'Andrea Tagliacane (1870), le  tombeau de De Asarta (1879).
Varni devient alors une référence pour les différentes générations de sculpteurs génois qui poursuivent son enseignement, de 1838, lorsqu'il succède au poste laissé vacant du vieux maître Giuseppe Gaggini  parti à Turin, jusqu'en 1885, où il dirige le bureau de sculpture à l'Académie Ligustica des Beaux arts et année de sa mort.
Eugenio Baroni a été son élève.
Il avait constitué une grande collection d'environ 4 000 dessins, la plupart du temps des artistes génois et liguriens en incluant un nombre considérable de dessins de la Casa Piola.
Sa vente posthume  s'est tenue à Gênes en novembre et décembre 1887, mais a été en grande partie dispersée.

## Œuvres
- Laura al Bagno (1858)
- L'amore che doma la forza (1858 - 1865), Musei di Nervi, Gênes
- Monumento a Giuditta (1875)
- Il trionfo di Marcello,
- Ritratto del pittore Cogorno Francesco, buste en terracotta
- Ritratto di Federico Peschiera, buste en marbre
- Ritratto di  Eugenio Spinola, buste
- Ritratto di Francesco Cogorno, buste signé et daté : SANTO/VARNI F./MDCCCLXIX/XV MAGGIO
- Mausoleo Francisco Girbau y Tauler (1874), mausolée pour la ville de Lima
- Fontaine en marbre polychrome, appartement des Princes au Palazzo Reale, Gênes
- Tombeau de Barcelli Spinola  commandité par les fils de la défunte, le marchand Antonio Maria, Vincenzo et Francesco Spinola, derniers héritiers de cette noble famille de Gênes.

### Projets
- Progetto per il monumento a Francesco Costa (1860)
- Progetto per il monumento alla famiglia Spinola Durazzo (1854)

## Sources
- (it) Cet article est partiellement ou en totalité issu de l’article de Wikipédia en italien intitulé « Santo Varni » (voir la liste des auteurs).